# Епархия Сурабаи
Епархия Сурабаи (лат. Dioecesis Surabayana) — епархия Римско-Католической церкви с центром в городе Сурабая, Индонезия. Епархия Сурабаи входит в митрополию Семаранга. Кафедральным собором епархии Сурабаи является церковь Святейшего Сердца Иисуса.

## История
15 февраля 1928 года Святой Престол учредил апостольскую префектуру Сурабаи, выделив её из апостольского викариата Батавии (сегодня — Архиепархия Джакарты).
16 октября 1941 года Римский папа Пий XII издал буллу Magno cum gaudi , которой преобразил апостольскую префектуру Сурабаи в апостольский викариат.
3 января 1961 года Римский папа Иоанн XXIII издал буллу Quod Christus, которой преобразовал апостольский викариат Сурабаи в епархию.

## Ординарии епархии
- епископ Teofilo Emilio de Backere CM[1](6.06.1928 — 24.12.1936);
- епископ Michele Verhoeks CM (22.10.1937 — 8.05.1952);
- епископ Jan Klooster CM (19.02.1953 — 2.04.1982);
- епископ Aloysius Josef G. Dibjokarjono (2.04.1982 — 26.03.1994);
- епископ Johannes Sudiarna Hadiwikarta (26.03.1994 — 13.12.2003);
- епископ Vincentius Sutikno Wisaksono (3.04.2007 — по настоящее время).

## Источник
- Annuario Pontificio, Libreria Editrice Vaticana, Città del Vaticano, 2003, ISBN 88-209-7422-3
- Булла Magno cum gaudio, AAS 34 (1942), стр. 187  (лат.)
- Булла Quod Christus, AAS 53 (1961), стр. 244  (лат.)